# Арбатец (сквер)
«Арба́тец» — сквер в районе Сокол Северного административного округа Москвы. Расположен на чётной стороне улицы Алабяна около Ленинградского проспекта. Площадь сквера составляет 1,6 га. Ранее на месте сквера находилось кладбище бывшего подмосковного села Всехсвятского. Кладбище было ликвидировано в 1960-х годах.

## История
В подмосковном селе Всехсвятском первоначально было только одно кладбище — у храма Всех Святых. В середине XIX века, в связи с его переполнением, был выделен новый участок для захоронений — за речкой Таракановкой на западной окраине села. В описании, составленном в конце XIX века историком И. Ф. Токмаковым, выдвигалась версия, что ранее на месте этого кладбища находился один из дворцов села Всехсвятского. По рассказам местных жителей, при рытье могил там находили необычайной величины кирпичи.
В народе новое кладбище называли солдатским, долгое время на нём не существовало даже часовни. В основном там хоронили бедных крестьян. В 1911 году рядом с кладбищем построили одноэтажную кирпичную часовню (архитектор Р. И. Клейн). До начала XX века кладбище относилось к приходу храма Всех Святых. После революции оно уже обозначалось отдельно как Арбатецкое кладбище. Площадь его территории составляла 1,27 га. В непосредственной близости от него проходила улица Арбатец, позднее переименованная в 1-й Таракановский переулок.
Кладбище продолжало функционировать вплоть до 1960-х годов. Проложенная в конце 1950-х годов улица Алабяна частично затронула западный угол кладбища, небольшая часть захоронений была уничтожена. Во второй половине 1960-х годов кладбище было ликвидировано и превращено в сквер. Востребованные родственниками останки были перезахоронены на других московских кладбищах, но часть захоронений осталась в земле. Все надгробия были демонтированы (одно из них было восстановлено в 2012 году, другое — в 2019). В 2000-х годах в сквере была устроена площадка для выгула собак, дорожки были выложены плиткой.
Во многих публикациях начиная с 1990-х годов кладбище «Арбатец» ассоциируется с Сергиево-Елизаветинским убежищем для инвалидов русско-японской войны, основанном в селе Всехсвятском в 1907 году. О расположении убежища в непосредственной близости от кладбища говорится в книге «Сорок сороков» П. Г. Паламарчука. О том, что и кладбище и часовня относились к Сергиево-Елизаветинскому убежищу, указано на историко-архитектурном опорном плане, составленном в 1990-х годах в связи с благоустройством территории соседнего Мемориального парка. В действительности же Сергиево-Елизаветинское убежище находилось примерно в 2 км к востоку, на территории ГосНИИАСа.
В 2017 году был утверждён проект строительства нового школьного корпуса в непосредственной близости от сквера. Это вызвало недовольство градозащитников, которые опасались, что сквер также может быть застроен. Чтобы не допустить уничтожение подземных артефактов, московское отделение ВООПИиК подало заявление в Департамент культурного наследия о включении в реестр памятников истории и культуры комплекса «Всехсвятское кладбище в сквере „Арбатец“ с часовней прп. Сергия и Елизаветы». В августе того же года началось благоустройство сквера.

## Объекты

### Храм преподобномучениц Елизаветы и инокини Варвары

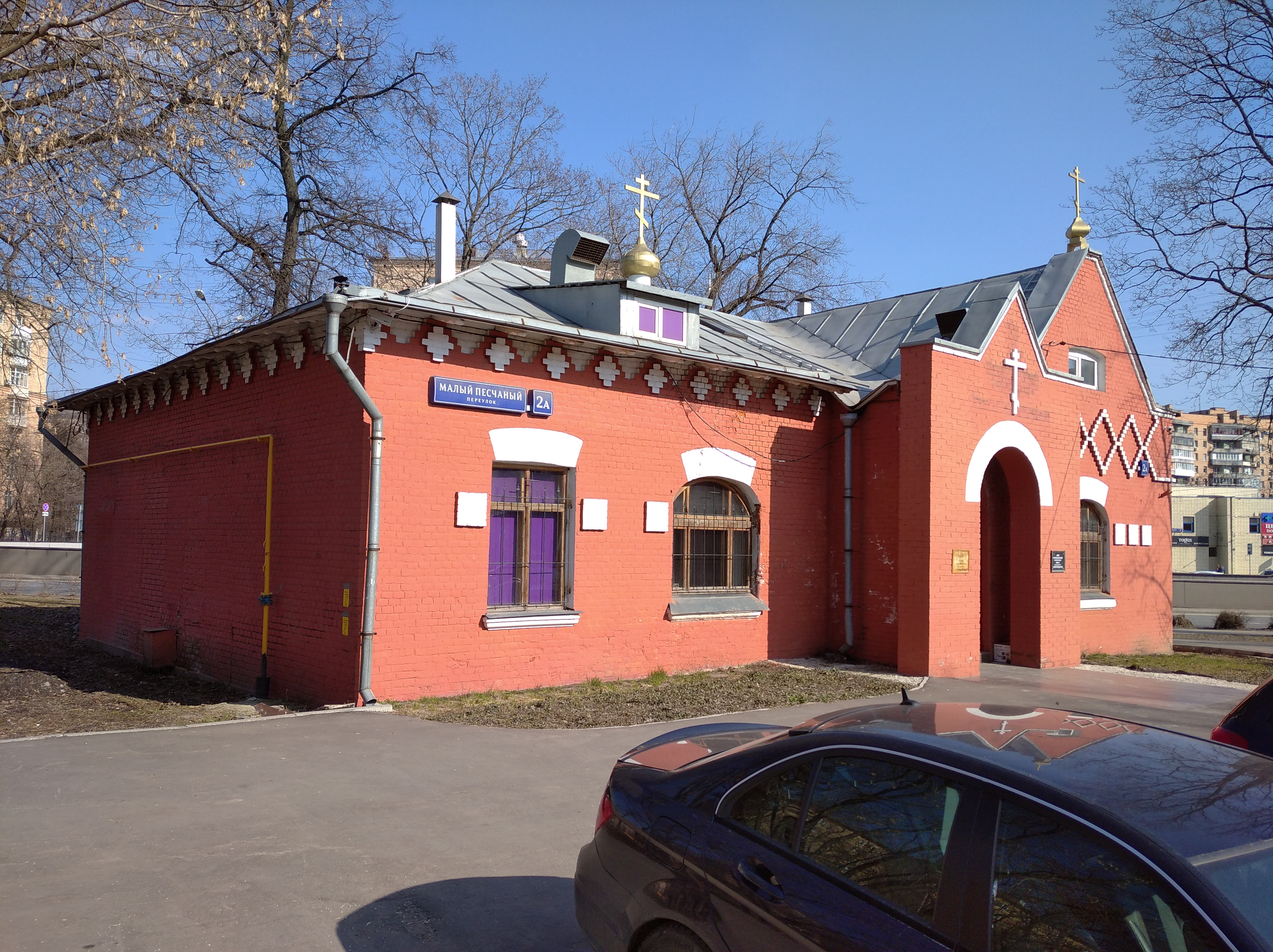
Здание в 2021 году

Кирпичное здание дореволюционной постройки расположено у южной границы сквера (Малый Песчаный переулок, 2А). Оно входит в архитектурно-планировочный комплекс посёлка «Сокол». В краеведческой литературе встречается информация, что это часовня кладбища «Арбатец», построенная в 1911 году по проекту архитектора Р. И. Клейна. В ряде источников утверждается, что эта часовня была освящена во имя преподобного Сергия и праведной Елизаветы. Тем не менее, из-за отсутствия документальных подтверждений того факта, что это именно часовня, здание не было передано православной церкви и находилось в собственности посёлка «Сокол».
Часовня представляет собой одноэтажное здание из красного кирпича, построенное в духе неоготической архитектуры. Здание украшено геометрическим декором. Некоторые публикации отмечают наличие элементов храмовой архитектуры, в частности апсиды.
В советское время в здании некоторое время работал овощной магазин. В начале 1990-х годов здание арендовал банк «Российский кредит». В 1992 году на стене была установлена мемориальная табличка, но спустя несколько лет её демонтировали. В 2010-х годах помещение занял тайский спа-салон.
8 февраля 2018 года здание было включено в список выявленных объектов культурного наследия как «Часовня мемориального кладбища „Арбатец“ при Сергиево-Елизаветинском убежище для ветеранов русско-японской войны 1904—1905 годов, 1911 г.». Однако акт государственной экспертизы от 23 ноября 2018 года, указывал на отсутствие документов, подтверждающих, что это действительно часовня. Высказывалось предположение, что это одна из дачных построек села Всехсвятского. На основании данного акта здание было включено в список объектов культурного наследия регионального значения как «Часовня при кладбище „Арбатец“ (?), нач. XX в.».
В 2020 году городские власти передали здание Русской православной церкви. Права были зарегистрированы на храм Преподобного Сергия Радонежского на Ходынском поле. 11 марта 2021 года тайский спа-салон был выдворен из помещения. Начались работы по устройству в здании православного храма. 21 марта в нём состоялось первое богослужение. Купол и крест будущего храма освятил епископ Наро-Фоминский Парамон. Храм посвящён преподобномученицам великой княгине Елизавете и инокине Варваре. Планируется проведение научной реставрации.

### Надгробия

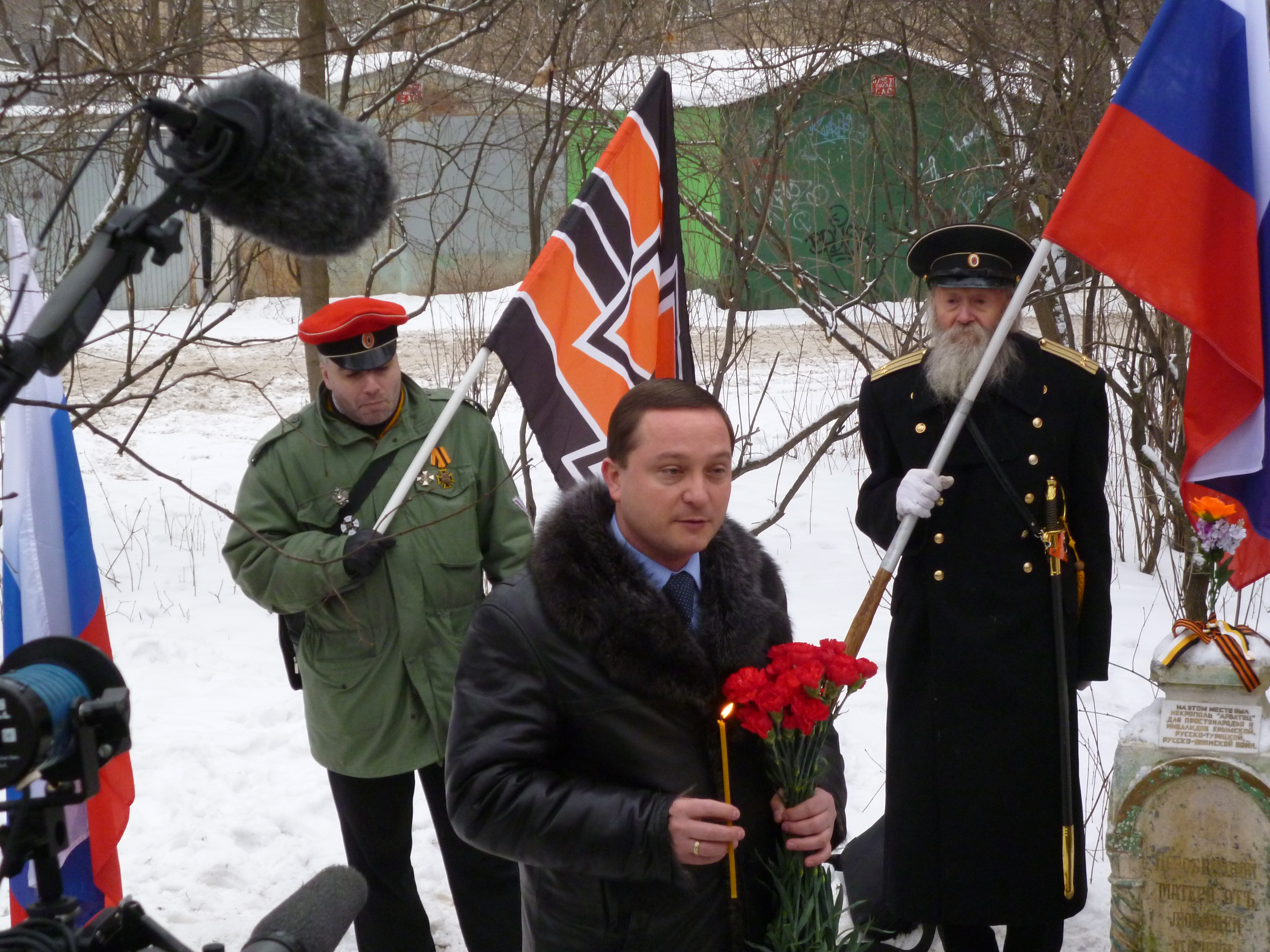
Депутат Роман Худяков на открытии памятника 8 февраля 2014

Летом 2012 года местные краеведы восстановили на кладбище старинное надгробие, которое всё это время пролежало в земле. На лицевой его стороне дореволюционная надпись «Незабвенной матери от любящей дочери», сзади — место для лампадки. Позднее участники Общественного Совета военно-исторических и казачьих организаций установили на памятнике табличку с надписью: «На этом месте был некрополь „Арбатец“ для простонародья и инвалидов Крымской, Русско-турецкой, Русско-японской войн». 8 февраля 2014 года, к 110-летию начала русско-японской войны, состоялось торжественное открытие памятника. 1 августа 2015 года слева от надгробия была установлена плита «Примирения и памяти русских героев», посвящённая 100-летию обороны крепости Осовец и «Атаки мертвецов». 4 июня 2016 года справа была открыта плита «Героям Брусиловского прорыва», к основанию которой была насыпана горсть земли с могилы генерала Брусилова. В 2017 году в ходе работ по благоустройству сквера к мемориалу была подведена дорожка, выложенная тротуарной плиткой.
В сентябре 2019 года при прокладке кабеля в сквере было обнаружено ещё одно дореволюционное надгробие, предположительно, стоявшее на могиле девятилетнего ребёнка. Также были найдены череп и кости. По инициативе местных жителей надгробие было выкопано и установлено в сквере около мемориала.

### Памятник Каро Алабяну

Памятник Каро Алабяну

С инициативой установки памятника архитектору Каро Алабяну на улице, названной его именем, выступил в 2017 году посол Армении в России Вардан Тоганян. Спустя год Мосгордума одобрила это предложение. Местом установки памятника был выбран участок в сквере «Арбатец» неподалёку от часовни. Согласно утверждённому Мосгордумой законопроекту, посольство Армении должно было выделить на установку памятника 15 млн рублей.
У памятника были и противники. Так старший научный сотрудник музея Москвы Александра Селиванова начала сбор подписей против установки памятника, так как по её мнению Каро Алабян был причастен к отстранению от профессии многих видных архитекторов своего времени, таких как Константин Мельников, Иван Леонидов и братья Веснины.
Осенью 2020 года в сквере начались работы по установке памятника Каро Алабяну. Его авторами стали скульптор Георгия Франгуляна, архитекторы А. Г. Татевосян и А. Г. Франгулян. Памятник был установлен напротив торца дома 2 по Малому Песчаному переулку. Согласно тексту на памятнике, его предполагалось открыть 7 октября, однако официальная церемония открытия тогда не состоялась. Покрывало с памятника было снято в начале ноября.
Официальная церемония открытия памятника состоялась лишь 27 апреля 2021 года. Присутствовали министр Правительства Москвы Сергей Черёмин, глава управы района Сокол Алексей Борисенко, сын внучатого племянника архитектора Георгий Мелконян, глава Российской и Ново-Нахичеванской епархии ААЦ архиепископ Езрас (Нерсисян), скульптор Георгий Франгулян и архитектор Ашот Татевосян.
Памятник представляет собой пьедестал из красного гранита со ступенями, на которых стоит архитектор Каро Алабян. Высота бронзовой скульптуры составляет 3 метра. В правой руке архитектор держит бумажные полотна с чертежами, на которых схематично изображён театр Советской армии. Листы настолько длинные и тяжелые, что архитектору приходиться поддерживать их ногой, чтобы те не соскользнули и не упали вниз.